# Villarejo-Periesteban
Villarejo-Periesteban là một đô thị ở tỉnh Cuenca, Castile-La Mancha, Tây Ban Nha. Theo điều tra dân số năm 2004 của Viện thống kê quốc gia Tây Ban Nha, đô thị này có dân số 510 người.